# Międzynarodowy Salon Samochodowy w Paryżu

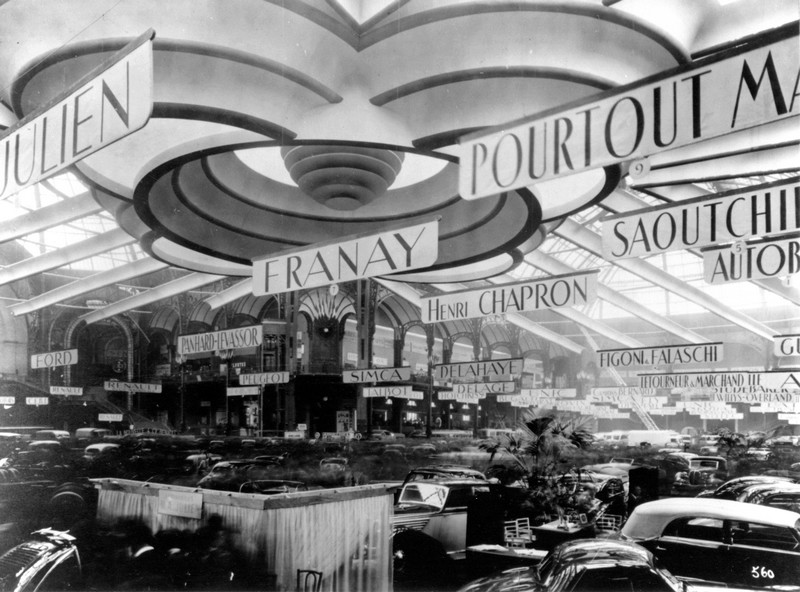
Międzynarodowy Salon w Paryżu w 1946

Międzynarodowy Salon Samochodowy w Paryżu (fr. Mondial de l'automobile) – wystawa samochodowa zainaugurowana w 1898, organizowana na przełomie końca września i początku października w Paryżu co dwa lata, na przemian z Frankfurt Motor Show. Tutaj wielu producentów europejskich i światowych prezentuje swoje nowości, od samochodów seryjnych po samochody koncepcyjne i motocykle. Organizowana przez Organisation Internationale des Constructeurs d'Automobiles.
Do 1986 roku wystawa była zwana Salon de l'automobile. Od następnej wystawy nazwano ją już obecną nazwą.
Targi cieszą się wielkim zainteresowaniem. W 2014 roku na pokazach pojawiło się ponad 1 200 000 osób. Dwa lata później targi zgromadziły 1 072 697 odwiedzających.

## Premiery roku 2004 (25 września – 10 października)
- Audi A6
- Alfa Romeo 147
- Aston Martin Vanquish S
- Audi A3 Sportback
- Audi A4
- BMW serii 1
- BMW M5
- Chevrolet Aveo (odmiana 3-drzwiowa)
- Chevrolet M3X
- Chevrolet S3X
- Chrysler 300 Touring
- Citroën C4
- Citroën C5
- Ferrari F430
- Fiat Panda 4x4 Climbing
- Fiat Stilo Uproad
- Ford Focus II (3 i 5-drzwiowy hatchback i kombi)
- Honda CR-V (diesel)
- Honda Jazz
- Hyundai Coupé
- Hyundai Sonata
- Kia Sportage
- Lancia Musa
- Maserati MC12
- Mazda 5
- Mercedes-Benz klasy A
- Mercedes-Benz CLS
- MG TF (oferowany tylko we Francji)
- Mitsubishi Colt CZ3/CZT
- Mitsubishi Outlander (turbo)
- Opel Astra GTC
- Peugeot 1007
- Peugeot 607
- Peugeot 907
- Porsche 911 Carrera
- Porsche Boxster
- Renault Fluence Concept
- SEAT Toledo
- Škoda Octavia Combi
- Smart Forfour Sportstyle
- Suzuki Swift
- Toyota Land Cruiser
- VW Golf V GTI
- Volvo XC90 V8

## Premiery roku 2006 (30 września – 15 października)
- Alfa Romeo 8C Competizione
- Audi A3 1.8 TFSI
- Audi A4 2.8 FSI
- Audi R8
- Bentley Arnage po faceliftingu
- Chevrolet WTCC Ultra concept
- Chrysler Sebring (europejska wersja)
- Citroën C4 Picasso long wheelbase
- Citroën C4 WRC
- Citroën C-Métisse diesel-hybrid concept
- Dacia Logan MCV
- Daihatsu D-Compact X-Over Concept
- Daihatsu Materia (europejska wersja)
- Dodge Avenger concept
- Dodge Nitro (europejska wersja)
- Fiat Panda Sport
- Ford Iosis X concept
- Ford Mondeo Turnier concept
- Great Wall hover (europejska wersja)
- Honda Civic Type-R
- Honda CR-V
- Honda FR-V po faceliftingu
- Hyundai Arnejs Concept
- Hyundai Grandeur 2.2 CRDi
- Hyundai Coupé po faceliftingu (europejska wersja)
- Kia cee'd (5-drzwiowy hatchback – kombi)
- Kia Opirus po faceliftingu (europejska wersja)
- Kia pro cee'd Concept
- Lamborghini Gallardo Nera (Specjalna odmiana)
- Lancia Delta HPE Concept
- Lancia Ypsilon po faceliftingu
- Land Rover Defender po faceliftingu
- Land Rover Freelander 2
- Landwind Fashion (europejska wersja)
- Lexus LS600h (europejska wersja)
- Maserati GranSport
- Mazda CX-7 (europejska wersja)
- Mercedes-Benz CL 63 AMG
- Mercedes-Benz SLR McLaren 722 Edition
- Mini Cooper & Cooper S
- Mitsubishi Outlander concept
- Mitsubishi Pajero
- Nissan Qashqai
- Opel Antara
- Peugeot 207 Epure concept
- Peugeot 207 Spyder track car
- Peugeot 908 Le Mans
- Peugeot 908 RC concept
- Renault Koleos concept
- Renault Nepta concept
- Renault Twingo concept
- SEAT Altea XL
- Škoda Joyster concept
- Škoda Octavia Scout
- Smart Fortwo Edition Red (Specjalna odmiana)
- SsangYong Actyon (europejska wersja)
- Subaru B9 Tribeca (europejska wersja)
- Subaru Impreza 1.5 R (europejska wersja)
- Subaru Legacy/Outback po faceliftingu (europejska wersja)
- Suzuki Splash concept
- Suzuki Swift Sport (europejska wersja)
- Toyota Auris Space concept
- Toyota Yaris TS
- Volkswagen CrossGolf
- Volkswagen Iroc concept
- Volkswagen Touareg po faceliftingu
- Volkswagen Touran po faceliftingu
- Volvo C30

## Premiery roku 2008 (4 – 10 października)

### Seryjne
- Aston Martin One-77
- Audi RS6
- Audi S4
- Bentley Arnage Final Edition
- BMW serii 3 po faceliftingu
- BMW serii 7
- Cadillac CTS Sport Wagon
- Chevrolet Cruze
- Chevrolet Volt (Europejska premiera)
- Citroën C3 Picasso
- Dacia Logan MCV po faceliftingu
- Dacia Logan eco2
- Dacia Sandero
- Ferrari California
- Abarth 500
- Ford Fiesta Van
- Ford Ka II
- Ford Kuga Individual
- Hyundai i20
- Infiniti EX37
- Infiniti FX37
- Kia Soul
- Lexus IS 250C/350C CC
- Lumeneo SMERA (elektryczny quadrycykl)
- Mazda MX-5 mid-life facelift
- Mercedes-Benz S400 BlueHybrid
- Mitsubishi Lancer Sportback
- Nissan Note
- Nissan Pixo
- Opel Insignia
- Peugeot 308 CC
- Peugeot 407 po faceliftingu
- PGO Hemera
- Porsche 911 Targa
- Porsche Boxter S Porsche Design Edition 2
- Porsche Cayenne S Transsyberia
- Porsche Cayman S Sport
- Renault Laguna III Coupé
- Renault Mégane III
- SEAT Exeo
- Smart Fortwo ED (Electric)
- Subaru Forester Diesel
- Suzuki Alto
- Suzuki SX4 FCV
- Škoda Octavia po facelftingu
- Toyota Avensis
- Toyota iQ
- Toyota Urban Cruiser
- Volkswagen Golf VI
- Volvo C30/S40/V50 1.6D DRIVe

### Koncepty
- Audi A1 Sportback
- BMW X1
- BMW serii 7 ActiveHybrid
- Chevrolet Orlando
- GT by Citroën
- Citroën C-Cactus Hybrid
- Citroën Hypnos
- Honda Insight
- Lamborghini Estoque
- Lexus LF-Xh
- Maserati GranTurismo MC
- Mazda Kiyora
- Mercedes-Benz ConceptFASCINATION
- Mini Crossover
- Nissan Nuvu
- Peugeot Prologue
- Peugeot RC
- Pininfarina B0
- Renault Ondelios
- Renault Z.E.
- Saab 9-X Air BioHybrid
- Ssangyong C200

## Premiery roku 2010 (2 – 17 października)

### Seryjne
- Audi A7
- Audi R8 Spyder
- Bentley Continental GT
- BMW X3
- Chevrolet Aveo
- Chevrolet Captiva
- Chevrolet Cruze hatchback
- Chevrolet Orlando
- Citroën C4 II
- Citroën C5 po faceliftingu
- Citroën DS4
- Ferrari 599 GTO
- Ferrari 599 SA Aperta
- Ford Focus ST
- Ford Mondeo ECOnetic
- Honda Jazz Hybrid
- Hyundai Genesis Coupé (premiera europejska)
- Hyundai i10
- Hyundai ix20
- Jeep Grand Cherokee (premiera europejska)
- Lexus IS
- Lotus Evora S
- Lotus Evora IPS
- Maserati GranTurismo MC Stradale
- Mastretta MXT
- Mazda 2 po faceliftingu
- Mercedes-Benz klasy A electric
- Mercedes-Benz CLS
- Nissan GT-R po faceliftingu
- Nissan X-Trail po faceliftingu
- Opel Astra Sports Tourer
- Peugeot 3008 Hybrid4
- Peugeot 508
- Porsche 911 Carrera GTS
- Porsche 911 Speedster
- Range Rover Evoque
- Renault Laguna po faceliftingu
- Renault Latitude
- Renault Twizy
- Saab 9-3 SportWagon Electric
- Suzuki Swift
- Toyota Verso-S
- Venturi Fétish II
- Volkswagen Passat po faceliftingu (B7)
- Volvo S60 R-Design
- Volvo V60

### Koncepty
| - Audi e-Tron Spyder - Audi quattro concept - BMW serii 6 concept - Citroën Lacoste - Exagon Furtive e-GT - Hyundai ix35 diesel-hybrid - Infiniti IPL G Convertible - Jaguar C-X75 - Kia Pop EV - Lamborghini Sesto Elemento - Lotus CityCar - Lotus Elite - Lotus Esprit | - Lotus Eterne - Mazda Shinari - Nissan Townpod - Opel GTC Paris - Peugeot HR1 - Peugeot EX1 Concept - Renault Zoe - Renault DeZir - Saab ePower - SEAT IBE - Toyota FT-CH (premiera europejska) - Venturi America - Volvo C30 DRIVe Electric 1. |